# Peribaea setinervis
Peribaea setinervis är en tvåvingeart som först beskrevs av Thomas 1869.  Peribaea setinervis ingår i släktet Peribaea och familjen parasitflugor. Arten är reproducerande i Sverige. Inga underarter finns listade i Catalogue of Life.